# День Воздушного Флота России

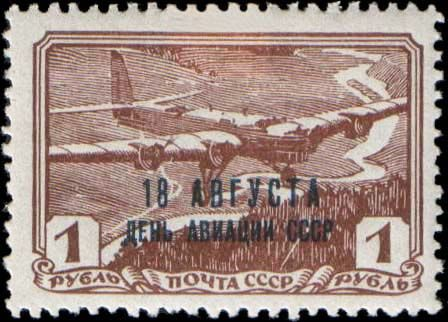
Надпечатка на почтовой марке (СССР, 1939 год): «18 августа — День авиации СССР».

День Воздушного Флота России — профессиональный праздник лётчиков, инженерно-технического и диспетчерского состава, бортпроводников и работников авиационной инфраструктуры России, всех тех кто связан с Воздушным Флотом России.
Этот день отмечается в Российской Федерации ежегодно в третье воскресенье августа.

## История Дня Воздушного Флота России
Осенью 1911 года император Николай II принял участие в торжествах, посвящённых первой годовщине Севастопольской авиационной школы и первому выпуску офицеров-авиаторов. Это явилось поводом для высочайшего повеления от 22 ноября (5 декабря) 1911 года: «Все вопросы по воздухоплаванию в армии сосредоточить в главном управлении Генерального штаба». Реализация царского распоряжения растянулась на 8 месяцев, и 30 июля (12 августа) 1912 года военный министр, генерал от кавалерии В. А. Сухомлинов подписал приказ № 397 по военному ведомству, в соответствии с которым все вопросы воздухоплавания и авиации передавались в ведение воздухоплавательной части Главного управления Генерального штаба, возглавляемой генерал-майором М. И. Шишкевичем. Эта дата впоследствии была принята как день образования воздушного флота России.
В декабре 1913 года воздухоплавательная часть была ликвидирована, а её функции в части снабжения авиационной техникой были переданы воздухоплавательному отделению Главного военно-технического управления Военного министерства, а в части организации и боевой подготовки — в отдел по устройству и службе войск Генерального штаба. Данное  описание было взята за основу для исторического  обоснования даты празднования  Дня Военно-воздушных сил, и было опубликовано в журнале "Авиация и космонавтика" № 6 1996 года.
Но праздник авиаторов, впоследствии День Воздушного Флота (День Авиации) имеет свою, давнюю и  очень интересную историю.

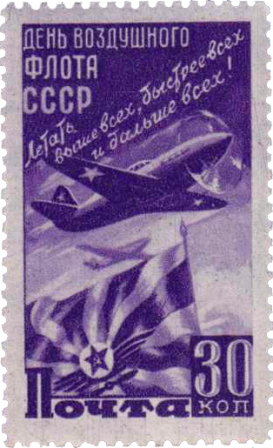
Почтовая марка, 1947 года

С момента образования авиации в России и до революции 1917 года первые воздухоплаватели и авиаторы отмечали свой праздник 2 августа — в день Пророка Божьего Илии. По благословению протопресвитера армии и флота отца Георгия Шавельского Пророк Божий Илия, который почитался и почитается как небесный покровитель авиаторов с первых лет существования авиации в России, стал покровителем воздухоплавания, а затем и авиации в целом. Свой профессиональный праздник первые воздухоплаватели и авиаторы отмечали именно в день этого святого.
После победы Октябрьской социалистической революции, в 1918 году был создан рабоче-крестьянский Красный воздушный флот.
Красвоенлёты, продолжая лётную традицию, отмечали свой профессиональный праздник 2 августа. Например, в  требовательной ведомости Серпуховской авиационной школы воздушной стрельбы и бомбометания от 22.07.1922 г. значилось: "К празднику авиации 2 августа желательно иметь в школе 2 двух-местных самолета, которые прошу на этот день нарядить в Серпухов из московской школы."
Но в 1925 году по указанию Наркома по военным и морским делам, председателя Реввоенсовета СССР М.В. Фрунзе был издан приказ начальника военных воздушных сил РККА № 317, в котором, в частности, говорилось: " В настоящем 1925 году и впредь свою годовщину Красный воздушный флот празднует 14 июля совместно с обществом друзей авиационной и химической обороны и промышленности (Авиахим)".
Постановлением Совета Народных Комиссаров Союза ССР от 28 апреля 1933 года № 859, в честь выдающихся достижений учёных, авиационных конструкторов, работников авиационной промышленности, лётного и технического состава ВВС РККА установлен праздник — День Воздушного Флота Союза ССР, (день авиации).
Праздник предлагалось проводить ежегодно 18 августа, в выходной день по «шестидневке». С 1 декабря 1931 года пятидневная рабочая неделя была заменена шестидневной неделей, так называемой «шестидневкой», с фиксированным днём отдыха, приходящимся на 6, 12, 18, 24 и 30 число каждого месяца. Таким образом, до отмены "шестидневки" в 1940 году 18 августа всегда было третьим выходным августа.
В праздник авиации предполагалось проведение воздушного парада. А воздушный парад проводили в выходной день, когда возможно присутствие максимального количества зрителей. То есть, праздник авиации в 1933 г. был изначально задуман как "праздник выходного дня". В 1940 году День авиации был воскресным днём (уже по семидневке), поэтому праздник отмечался, как и прежде, 18 числа.
В военные годы с 1941 г. по 1945 г. (кроме 1942 г.) День Воздушного Флота всегда отмечали в третий выходной августа месяца, вне зависимости от даты.
С 1946 г. по 1959 г. отмечали в выходной день июня, июля или августа.
С 1960 г. по 1971 г. включительно День Воздушного Флота СССР стали отмечать строго 18 августа вне зависимости от дня недели, воздушные парады уже не проводили. Однако исключением стал 1961 год, год первого полёта человека в космос, День авиации  с 18 августа (пятница) перенесли на воскресенье 9 июля и провели воздушный парад на Тушинском аэродроме. Также исключением стал 1967 год, год 50 летия Октябрьской революции,когда День авиации с 18 августа (пятница)  перенесли на воскресенье 9 июля и провели воздушный парад в Домодедово.
30 ноября 1971 г. был принят Указ Президиума Верховного Совета СССР № 2367-VIII «О праздновании Дня Воздушного Флота СССР». ПВС СССР постановил: установить ежегодное празднование Дня Воздушного Флота СССР в третье воскресенье августа. С 1972 года День Воздушного Флота СССР стали отмечать строго в третье воскресенье августа.
Очередным Указом Президиума Верховного Совета СССР от 1 октября 1980 года № 3018-Х «О праздничных и памятных днях» было ещё раз установлено, что День Воздушного Флота СССР отмечается в третье воскресенье августа.
28 сентября 1992 года Президиум Верховного Совета Российской Федерации издал постановление № 3564-1 «Об установлении праздника День Воздушного флота России», где закрепил празднование этого дня в привязке к существующей ныне дате — третье воскресенье августа.
Воздушные парады на День авиации уже не проводили, но в 1993 году состоялся первый в России Международный авиационно-космический салон МАКС-1993. Местом проведения международных авиационно-космических салонов утвердили территорию ЛИИ им. М. М. Громова в Жуковском. Выставки МАКСа стали регулярно проводиться раз в два года по нечетным годам.